# Gérard Lafay
Pour les articles homonymes, voir Lafay.
Gérard Lafay (né le 8 septembre 1940) est un économiste et essayiste français.

## Biographie

### Études
Docteur ès sciences économiques (1973, 1977), il est également diplômé de l'Institut d'études politiques de Paris (1963) et de l'Institut d'administration des entreprises.

### Carrière économique
Gérard Lafay a notamment enseigné à l'université Panthéon-Assas, dont il est aujourd'hui professeur émérite.
Il est notamment partisan, depuis la crise grecque, d'une sortie de l'euro en douceur en transformant l'euro en monnaie commune.
Il écrit articles économiques dans plusieurs journaux, notamment Valeurs actuelles, Le Figaro, Le Monde ou Libération.

### Engagement politique
Il a été membre du haut conseil du Forum pour la France de Pierre Marie Gallois.
Il est l'un des responsables français de POMONE avec Alain Cotta, Jean-Pierre Gérard, Roland Hureaux, Philippe Murer, Michel Robatel et Jean-Jacques Rosa. En 2012, il signe l'Appel de Dusseldorf de Roland Hureaux, avec les économistes français de POMONE, ainsi que le juriste allemand Karl Albrecht Schachtschneider et l'économiste et homme politique allemand Joachim Starbatty, qui prône une sortie de l'euro pour l'Allemagne et la France,,.

## Publications
- Commerce international : la fin des avantages acquis, Gérard Lafay et Colette Herzog, avec Loukas Stemitsio- tis et Deniz Unal, Economica-Cepii, 1989[11],[12].
- Repenser l'Europe, avec Deniz Unal-Kesenci, Economica, 1993[13].
- L'euro contre l'Europe ?, Arléa, 1998.
- Les Nations face à la mondialisation,en collaboration avec Michel Freudenberg, Colette Herzog et Deniz Unal-Kesenci, Economica, 1999[14].
- Comprendre la mondialisation, Economica, 2002 (4e et dernière édition)[15],[16].
- L'épopée de l'Europe va-t-elle se poursuivre ?, Economica, 2005.
- Initiation à l'économie internationale, 2e édition, Economica, 2006.
- France Horizon 2050. Dynamique mondiale et défis français, Economica, 2007.
- Croissance et inflation au XXIe siècle. Les perspectives de croissance au XXIe siècle dans un contexte d'implosion démographique, dir. avec Yves-Marie Laulan, L'Harmattan, 2009.
- « Mondialisation et mondialisme », Gérard Lafay, pages 54-76 de la Revue Perspectives Libres N°5, sous la direction de Pierre-Yves Rougeyron : « Protectionnisme : protéger ou disparaître », janvier 2012, 190 pages,  (ISSN 2116-7443).
- 12 clés pour sortir de la crise, 152 p., L'Harmattan, 2011[17].